# Авторское право на Филиппинах
Филиппинский закон об авторском праве закреплён в Кодексе интеллектуальной собственности Филиппин, официально известном как республиканский закон за № 8293. Филиппинский закон об авторских правах частично основан на законе Соединённых Штатов об авторском праве и на принципах Бернской Конвенции об охране литературных и художественных произведений. В отличие от многих других законов об авторском праве, законы об авторском праве Филиппин защищают также патенты, товарные знаки и другие формы интеллектуальной собственности.
Есть и другие законы, которые защищают авторские права: права записи на оптические носители — защищает записи музыки, фильмов, компьютерные программы, видео и игры.
Закон вводится в действие через установленные законом организации: ведомства интеллектуальной собственности, или IPO и её подразделениями. Реализация авторских прав осуществляется IPO и авторским подразделением Национальной библиотеки Филиппин.

## Классы работ

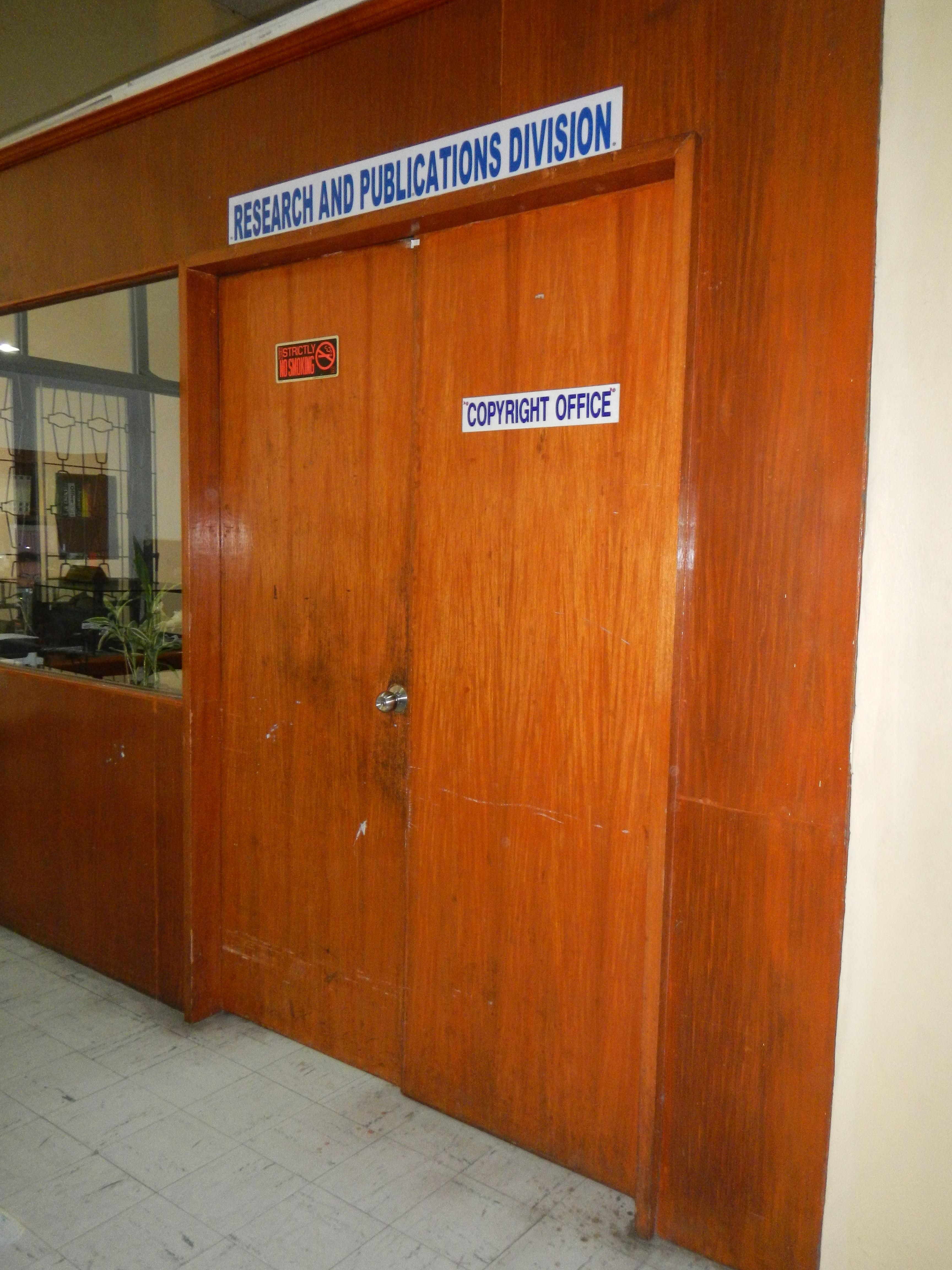
Авторское подразделение Национальной библиотеки Филиппин

Кодекс интеллектуальной собственности разбивает все работы, которые могут быть защищены авторским правом на 17 классов, перечисленных от буквы А до Я. Все классы, перечисленные для работ, защищённых авторским правом, товарных знаков и других форм интеллектуальной собственности входят в это разделение. Патенты не имеют категории.
- А: литература (книги, брошюры и др.);
- Б: периодические издания (газеты, таблоиды, журналы и др.);
- С: публичные выступления и другие публичные выступления произведения (речи, лекции, проповеди и др.);
- Д: Буквы;
- Е: телевидение или кино, хореография и зрелищные шоу;
- Ф: музыкальные произведения (стихи, песни, аранжировки и др.);
- Г: художественные произведения (рисунки, картины. скульптуры и др.);
- Ч: декоративных конструкций и других формы прикладного искусства (не обязательно промышленных образцов);
- Я: географические, топографические, архитектурные и научные работы (карты, схемы, планы и др.);
- К: фотографии и кинематографические произведения, сделанные в ходе процесса, подобного фотографии;
- Л: Аудиовизуальные произведения и кинематографические произведения, выполненные в процессе аудиовизуальных воспроизведений'
- М: изображения, используемые в рекламе (включая логотипы);
- Н: компьютерные программы;
- О: другие работ не разделенные на классы А-Н литературного, научного, научного или художественного характера'
- П: звукозапись.

## Добросовестное использование
Статья 185 Кодекса интеллектуальной собственности предусматривает добросовестное использование материалов, защищенных авторским правом. Критерии добросовестного использования почти полностью совпадают с доктриной добросовестного использования в Соединённых Штатах (закон об авторском праве), за исключением того, что неопубликованные произведения квалифицируются как добросовестно использованные в соответствии с Филиппинским законом об авторском праве.

## Моральные права
Моральные права, которые могут осуществляться любым правообладателем (физическими лицами, корпорациями и др.), закреплены в главе 10 Кодекса интеллектуальной собственности. Вместе с тем в статье 193 кодекса (который представлен в главе 10), описывающей авторское право владельца не имущественных прав, описывается реализация этих прав независимо от экономических прав, изложенных в разделе 177 кодекса.
В Филиппинском законе об авторском праве личные не имущественные права имеют свойства:
- Атрибуция
  - Право быть вывешенным на видном месте в качестве создателя материала, защищенного авторским правом, в любом виде практической деятельности;
  - Право изменить или даже приостановить работу из обращения;
- Добросовестность владения;
  - Право возражать против каких-либо изменений, отражающихся на имени автора материала;
  - Право задерживать использовать имя Творца в произведении, а не его оформление.

Кодекс интеллектуальной собственности допускает отказ от использования произведения, если:
- Если имя автора будет использоваться для того, чтобы повредить репутации другого человека;
- Если имя автора будет использоваться в корыстных целях.

Моральные права автоматически отменены в коллективных трудах.
На Филиппинах срок морального права, как и срок авторских прав на литературные произведения составляет — пожизненно плюс 50 лет. Нарушение личных не имущественных прав также может быть оспорено как нарушение Гражданского кодекса. Любой ущерб, согласно Гражданскому кодексу должен быть возмещен правообладателю, или если владелец уже мертв — быть зачислен в трастовый счёт, чтобы быть отданным наследникам правообладателя.